# منتدى صحة السكان
إن منتدى صحة السكان، (بالإنجليزية: Population Health Forum)‏، هو عبارة عن مجموعة مركزها جامعة واشنطن، التي تقع في سياتل، واشنطن، وتتكون من الأكاديميين، والمواطنين، والطلاب، إضافة إلى الناشطين من أنحاء أميركا الشمالية.

## الهدف والنشاطات
تتضمن النشاطات تطوير المناهج الدراسية للمدارس المتوسطة والعليا إضافة إلى الدعم والحفاظ على مفهوم صحة السكان.
فهي تركز على زيادة الوعي حول قضية صحة السكان والمحددات الاجتماعية للصحة . كما ان المنتدى يركز على دور التفاوت الاقتصادي والفجوة ما بين التأثير القوي والضعيف لصحة السكان، وذلك عن طريق استخدام أولمبياد الصحة أو “Health Olympics” ( وهو عبارة عن ترتيب للدول وفق متوسط الحياة المتوقع ) كنموذج. هذا وتسعى المجموعة إلى الاستفسار حول كون الولايات المتحدة تحتل المرتبة التاسعة والعشرين فيما يتعلق بالصحة في الوقت الذي تنفق فيه على الرعاية الطبية بمقدار ما ينفقه نصف العالم، وتقترح أن كلا من عدم المساواة الاقتصادية، وكذلك الضغوطات الاجتماعية وفقدان التماسك الاجتماعي هي من العوامل الرئيسية لتلك النتيجة.

## التأثيرات
تتأثر أفكار المجموعة إلى حد كبير، بالبحث في المحددات الاجتماعية للصحة، التي يجريها علماء الأوبئة الاجتماعية،
ومنهم ريتشارد ويلكنسون، واتشيرو كواتشي.

## وصلات إضافية
- الموقع الإلكتروني لمنتدى صحة السكان